# Совкообразные
Совкообразные (лат. Noctuoidea) — самое большое надсемейство отряда чешуекрылых по числу видов, которых насчитывается более 70 000. Её классификация ещё не достигла стабильного состояния.
Надсемейство отличается характерным признаком — основание средней медиальной жилки (M2) на передних крыльях сильно приближено к основанию задней медиальной (M3), зацепка хорошо развита, в покое крылья складываются кровлеобразно.
Древнейшей находкой совкообразных считается яйцо, найденное в верхнем мелу США.

## Классификация
- Семейство Oenosandridae Miller, 1991
- Семейство Doidae Donahue & Brown, 1987
- Семейство Notodontidae Stephens, 1829
  - Подсемейство Thaumetopoeinae Aurivillius, 1889
  - Подсемейство Pygaerinae Duponchel, 1845
  - Подсемейство Platychasmatinae Nakamura, 1956
  - Подсемейство Notodontinae Stephens, 1829
    - Триба Notodontini Stephens, 1829
    - Триба Dicranurini Duponchel, 1845

  - Подсемейство Phalerinae Butler, 1886
  - Подсемейство Dudusinae Matsumura, 1925
    - Триба Dudusini Matsumura, 1925
    - Триба Scranciini Miller, 1991

  - Подсемейство Hemiceratinae Guenée, 1852
  - Подсемейство Heterocampinae Neumogen & Dyar, 1894
  - Подсемейство Nystaleinae Forbes, 1948
  - Подсемейство Dioptinae Walker, 1862
- Семейство Micronoctuidae Fibiger, 2005
  - Подсемейство Micronoctuinae Fibiger, 2005
  - Подсемейство Pollexinae Fibiger, 2007
  - Подсемейство Belluliinae Fibiger, 2008
    - Триба Belluliini Fibiger, 2008
    - Триба Medialini Fibiger, 2008

  - Подсемейство Magninae Fibiger, 2008
    - Триба Magnini Fibiger, 2008
    - Триба Faeculini Fibiger, 2008

  - Подсемейство Parachrostiinae Fibiger, 2008
    - Триба Duplexini Fibiger, 2008
    - Триба Parachrostiini Fibiger, 2008
- Семейство Noctuidae Latreille, 1809
  - Подсемейство Rivulinae Grote, 1895
  - Подсемейство Boletobiinae Grote, 1895
  - Подсемейство Hypenodinae Forbes, 1954
  - Подсемейство Araeopteroninae Fibiger, 2005
  - Подсемейство Eublemminae Forbes, 1954
    - Триба Eublemmini Forbes, 1954
    - Триба Pangraptini Grote, 1882

  - Подсемейство Herminiinae Leach, 1815
  - Подсемейство Scolecocampinae Grote, 1883
  - Подсемейство Hypeninae Herrich-Schäffer, 1851
  - Подсемейство Phytometrinae Hampson, 1913
  - Подсемейство Aventiinae Tutt, 1896
  - Подсемейство Erebinae Leach, 1815
  - Подсемейство Calpinae Boisduval, 1840
    - Триба Anomini Grote, 1882
    - Триба Calpini Boisduval, 1840
    - Триба Phyllodini Guenée, 1852

  - Подсемейство Catocalinae Boisduval, 1828
    - Триба Toxocampini Guenée, 1852
    - Триба Acantholipini Fibiger & Lafontaine, 2005
    - Триба Arytrurini Fibiger & Lafontaine, 2005
    - Триба Melipotini Grote, 1895
    - Триба Euclidiini Guenée, 1852
    - Триба Panopodini Forbes, 1954
    - Триба Ophiusini Guenée, 1837 (= Omopterini Boisduval, 1833,)
    - Триба Catocalini Boisduval, 1828
    - Триба Anobini Holloway, 2005 (= Anobini Wiltshire, 1990, nomen nudum)
    - Триба Sypnini Holloway, 2005
    - Триба Hypopyrini Guenée, 1852
    - Триба Tinolini Moore, 1885
    - Триба Hulodini Guenée, 1852 (= Speiredoniinae Swinhoe, 1900)
    - Триба Ommatophorini Guenée, 1852
    - Триба Pericymini Wiltshire; 1976
    - Триба Pandesmini Wiltshire, 1990, nomen nudum
    - Триба Catephiini Guenée, 1852
    - Триба Ercheini Berio, 1992

  - Подсемейство Cocytiinae Boisduval, 1874
  - Подсемейство Stictopterinae Hampson, 1894
  - Подсемейство Euteliinae Grote, 1882
  - (Подсемейство Nolinae) Bruand, 1846, stat rev.
    - Триба Nolini Bruand, 1846, stat rev.
    - Триба Chloephorini Stainton, 1859, stat rev.
      - Подтриба Chloephorina Stainton, 1859, stat rev.
      - Подтриба Sarrothripina Hampson, 1894, stat rev.
      - Подтриба Camptolomina Mell, 1943, stat rev.
      - Подтриба Careina Moore, 1883, stat rev.
      - Подтриба Ariolicina Mell, 1943, stat rev.

    - Триба Westermanniini Hampson, 1918, stat rev.
    - Триба Eariadini Hampson, 1912, stat rev.
    - Триба Blenini Mell, 1943, stat rev.
    - Триба Risobini Mell, 1943, stat rev.
    - Триба Collomenini Kitching & Rawlins, 1998, stat rev.
    - Триба Afridini Kitching & Rawlins, 1998, stat rev.
    - Триба Eligmini Mell, 1943, stat rev.

  - Подсемейство Aganainae Boisduval, 1833
  - (Подсемейство Arctiinae Leach, 1815), stat. nov.
    - Триба Lithosiini Billberg, 1820, stat. rev.
      - Подтриба Phryganopterygina Bendib & Minet, 1999, stat. rev.
      - Подтриба Aesalina Bendib & Minet, 1999, stat. rev.
      - Подтриба Eudesmiina Bendib & Minet, 1999, stat. rev.
      - Подтриба Cisthenina Bendib & Minet, 1999, stat. rev.
      - Подтриба Nudariina Börner, 1920, stat. rev.
      - Подтриба Endrosina Börner, 1932, stat. rev.
      - Подтриба Lithosiina Billberg, 1820, stat. rev.

    - Триба Syntomini Herrich-Schäffer, 1846, stat. rev.
      - Подтриба Syntomina Herrich-Schäffer, 1846, stat. rev.
      - Подтриба Thyretina Butler, 1876, stat. rev.

    - Триба Arctiini Leach, 1815, stat. rev.
      - Подтриба Arctiina Leach, 1815, stat. rev.
      - Подтриба Callimorphina Walker, 1865, stat. rev.
      - Подтриба Pericopina Walker, 1865, stat. rev.
      - Подтриба Phaegopterina Kirby, 1892, stat. rev.
      - Подтриба Ctenuchina Kirby, 1837, stat. rev.
      - Подтриба Euchromiina Butler, 1876, stat. rev.

  - (Подсемейство Lymantriinae) Hampson, 1893, stat. nov.
    - Триба Lymantriini Hampson, 1893, stat. rev.
    - Триба Orgyiini Wallengren, 1861, stat. rev.
    - Триба Arctornithini Holloway, 1999, stat. rev.
    - Триба Leucomini Grote, 1895, stat. rev.
    - Триба Nygmiini Holloway, 1999, stat. rev.

  - Подсемейство Strepsimaninae Meyrick, 1930, stat rev.
  - Подсемейство Plusiinae Boisduval, 1828
    - Триба Abrostolini Eichlin & Cunningham, 1978
    - Триба Argyrogrammatini Eichlin & Cunningham, 1978
    - Триба Plusiini Boisduval, 1828
      - Подтриба Autoplusiina Kitching, 1987
      - Подтриба Euchaciina Chou & Lu, 1979
      - Подтриба Plusiina Boisduval, 1828

  - Подсемейство Eustrotiinae Grote, 1882
  - Подсемейство Bagisarinae Crumb, 1956
    - Триба Bagisarini Crumb, 1956
    - Триба Cydosiini Kitching & Rawlins, 1998

  - Подсемейство Acontiinae Guenée, 1841
    - Триба Hypercalymniini Fibiger & Lafontaine, 2005
    - Триба Acontiini Guenée, 1841
    - Триба Armadini Wiltshire, 1961
    - Триба Aediini Beck, 1960

  - Подсемейство Pantheinae Smith, 1898
  - Подсемейство Diphtherinae Fibiger & Lafontaine, 2005
  - Подсемейство Dilobinae Aurivillius, 1889
  - Подсемейство Raphiinae Beck, 1996
  - Подсемейство Balsinae Grote, 1896, stat. rev.
  - Подсемейство Acronictinae Heinemann, 1859
  - Подсемейство Metoponiinae Herrich-Schäffer, 1851
  - Подсемейство Sinocharinae Speidel, Fänger & Naumann, 1996
  - Подсемейство Lophonyctinae Speidel, Fänger & Naumann, 1996
  - Подсемейство Agaristinae Herrich-Schäffer, 1858
  - Подсемейство Eucocytiinae Hampson, 1918
  - Подсемейство Cuculliinae Herrich-Schäffer, 1850
  - Подсемейство Oncocnemidinae Forbes & Franclemont, 1954
  - Подсемейство Amphipyrinae Guenée, 1837
  - Подсемейство Psaphidinae Grote, 1896
    - Триба Psaphidini Grote, 1896
    - Триба Feraliini Poole, 1995
    - Триба Nocloini Poole, 1995
    - Триба Triocnemidini Poole, 1995

  - Подсемейство Stiriinae Grote, 1882
    - Триба Stiriini Grote, 1882
    - Триба Grotellini Poole, 1995
    - Триба Azenini Poole, 1995

  - Подсемейство Heliothinae Boisduval, 1828
  - Подсемейство Condicinae Poole, 1995
    - Триба Condicini Poole, 1995
    - Триба Leuconyctini Poole, 1995

  - Подсемейство Eriopinae Herrich-Schäffer, 1851
  - Подсемейство Bryophilinae Guenée, 1852
  - Подсемейство Xyleninae Guenée, 1837
    - Триба Pseudeustrotiini Beck, 1996
    - Триба Phosphilini Poole, 1995, stat. rev.
    - Триба Prodenilni Forbes, 1954
    - Триба Eiaphriini Beck, 1996
    - Триба Caradrinini Boisduval, 1840
      - Подтриба Caradrinina Boisduval, 1840
      - Подтриба Athetina Fibiger & Lafontaine, 2005

    - Триба Dypterygiini Forbes, 1954
    - Триба Actinotiini Beck, 1996
    - Триба Phlogophorini Hampson, 1918
    - Триба Apameini Guenée, 1841 (= Nonagriini Guenée, 1837)
      - Подтриба Oxytripiina Gozmany, 1970
      - Подтриба Apameina Guenée, 1841
      - Подтриба Sesamiina Fibiger & Goldstein, 2005

    - Триба Arzamini Grote, 1883
    - Триба Episemini Guenée, 1852
    - Триба Xylenini Guenée, 1837
      - Подтриба Xylenina Guenée, 1837
      - Подтриба Cosmiina Guenée, 1852, stat. rev.
      - Подтриба Antitypina Forbes & Franclemont, 1954
      - Подтриба Ufeina Crumb, 1956

  - Подсемейство Hadeninae Guenée, 1837
    - Триба Orthosiini Guenée, 1837
    - Триба Tholerini Beck, 1996
    - Триба Hadenini Guenée, 1837
    - Триба Leucaniini Guenée, 1837
    - Триба Eriopygini Fibiger & Lafontaine, 2005
    - Триба Glottulini Guenée, 1852

  - Подсемейство Noctuinae Latreille, 1809
    - Триба Agrotini Rambur, 1848
      - Подтриба Austrandesiina Angulo & Olivares, 1990
      - Подтриба Agrotina Rambur, 1848

    - Триба Noctuini Latreille, 1809
      - Подтриба Axyliina Fibiger & Lafontaine, 2005
      - Подтриба Noctuina Latreille, 1809